# Kamasyńcy
Kamasyńcy, zwani też Południowymi Samojedami (nazwa własna: калмажи kałmaży) – naród samojedzki zamieszkujący południową część środkowej Syberii. 
Kamasyńcy zamieszkiwali górskie rejony Kraju Krasnojarskiego (w okolicach rzek Mana i Kan) oraz w Chakasji, z dala od obszarów zajmowanych przez pozostałe ludy samojedzkie.
Ich ojczystym językiem był język kamasyjski, należący do południowego zespołu języków samojedzkich. Ostatnia osoba posługująca się tą mową zmarła w 1989 r.
Kamasyńcy zostali praktycznie całkowicie zasymilowani przez osadników rosyjskich jeszcze w końcu XIX w., pozostali przejęli język i kulturę Chakasów. Jakkolwiek pojedyncze osoby z tego narodu zachowały jeszcze przez dłuższy własną świadomość narodową (czego wyrazem było m.in. przetrwanie ich języka niemal do końca XX w.), to jednak rosyjskie spisy powszechne nie uwzględniały kategorii narodowość kamasyjska, stąd nie jest jasne czy, i ewentualnie kiedy naród ten wymarł ostatecznie.